# トジョ・ウナウナ県
トジョ・ウナウナ県(トジョ・ウナウナけん、インドネシア語: Kabupaten Tojo Una-una)はインドネシア、中部スラウェシ州の県。県都はアンパナ。

## 自治体
県は9の郡（kecamatan）からなり、2010年の調査では人口は以下のようであった
| 名前                            | 2010統計 |
| ------------------------------- | -------- |
| Tojo Barat (West Tojo)          | 11,354   |
| Tojo, Sulawesi                  | 12,460   |
| Ulubongka                       | 15,654   |
| Ampana Tete                     | 22,367   |
| Ampana Kota (Ampana Town)       | 40,299   |
| Una-Una                         | 12,437   |
| Togean                          | 9,099    |
| Walea Kepulauan (Walea Islands) | 10,293   |
| Walea Besar (Great Walea)       | 3,847    |

## 観光
ウナウナ島はダイビングポイントとなっている。
国立測量・地図作成調整局(Bakosurtanal)によると、トギアン諸島の北部から南部の海岸線に、裾礁、堡礁、離礁、環礁などを持つ33の潜水地点が点在する。これらの地域はブナケン島やラジャ・アンパット諸島に並び生物多様性が高い。2019年にトギアン諸島を中心とした地域はユネスコの生物圏保護区に指定され、県都のアンパナも移行地域に位置する。

## 註
1. ↑  Biro Pusat Statistik, Jakarta, 2011.
2. ↑  “Surga Dasar Laut yang Memukau Perairan Togean” (2012年5月13日). 2016年4月19日閲覧。
3. ↑  “Togean Tojo Una-Una Biosphere Reserve, Indonesia” (英語). UNESCO (2019年6月13日). 2023年2月7日閲覧。

座標: 南緯0度52分32秒 東経121度37分47秒 / 南緯0.87556度 東経121.62972度